# Abrunculus
Abrunculus (auch Aprunculus, Aponculus) († um 525/526) war nach 511 Bischof von Trier. Er wird als Heiliger verehrt.

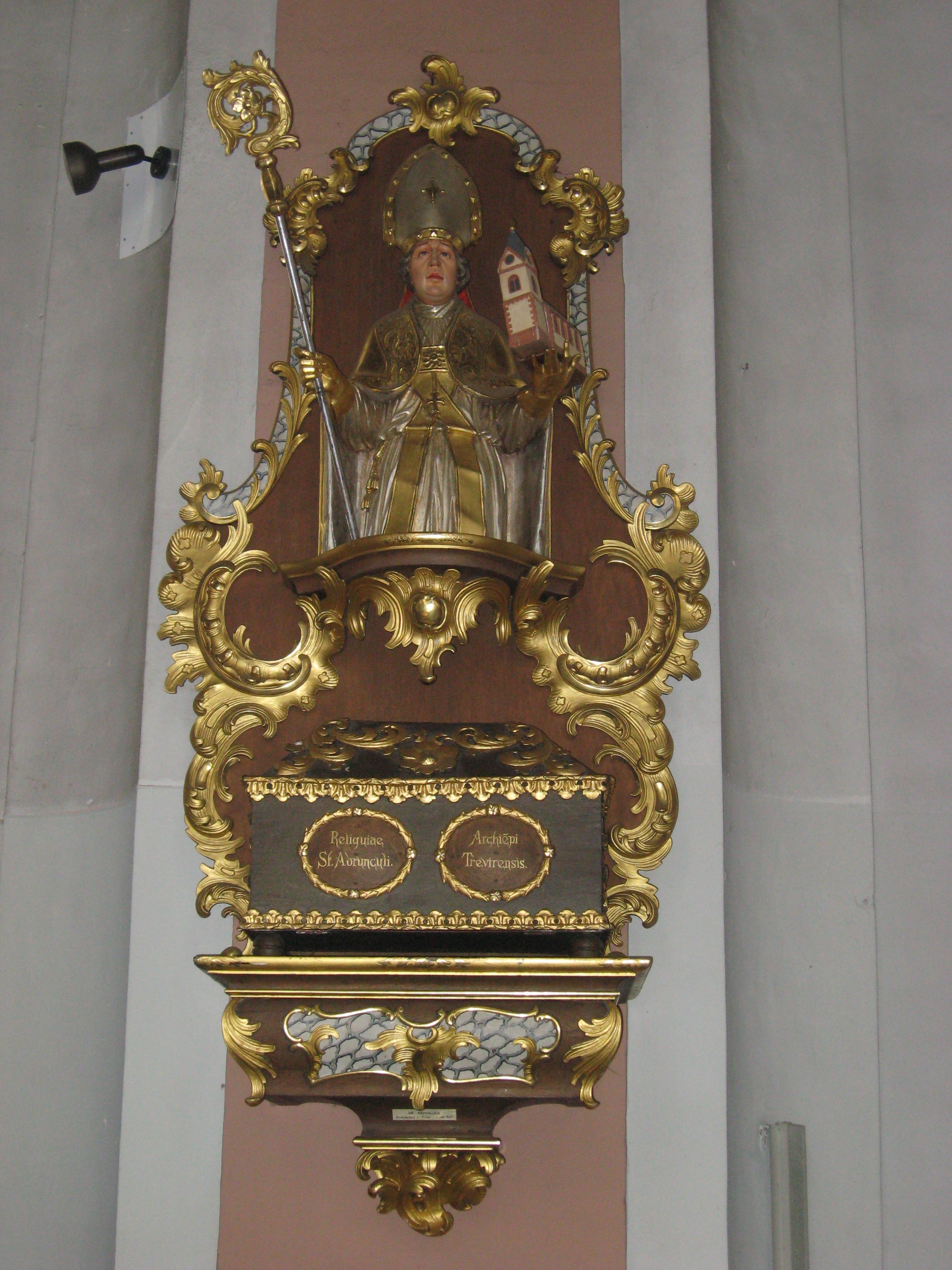
Reliquienschrein in der Klosterkirche Springiersbach

## Leben
Er dürfte zu den Geistlichen gehört haben, die Theuderich I. zur Auffrischung der überalterten Trierer Kirche aus der Auvergne heranzog.
Unhistorisch ist der Bericht, dass zu seiner Zeit der heilige Gallus in Trier gewirkt haben soll, lebte dieser doch deutlich später als Abrunculus.
Der weitgehend fehlende Niederschlag seiner Person und anderer Trierer Bischöfe Ende des 5. und Anfang des 6. Jahrhunderts in zeitgenössischen Quellen spricht für eine relativ geringe (politische) Bedeutung der Trierer Kirche in dieser Zeit.
Sein Todesjahr wurde aus dem Amtsantritt seines Nachfolgers Nicetius geschlossen.

## Nachleben

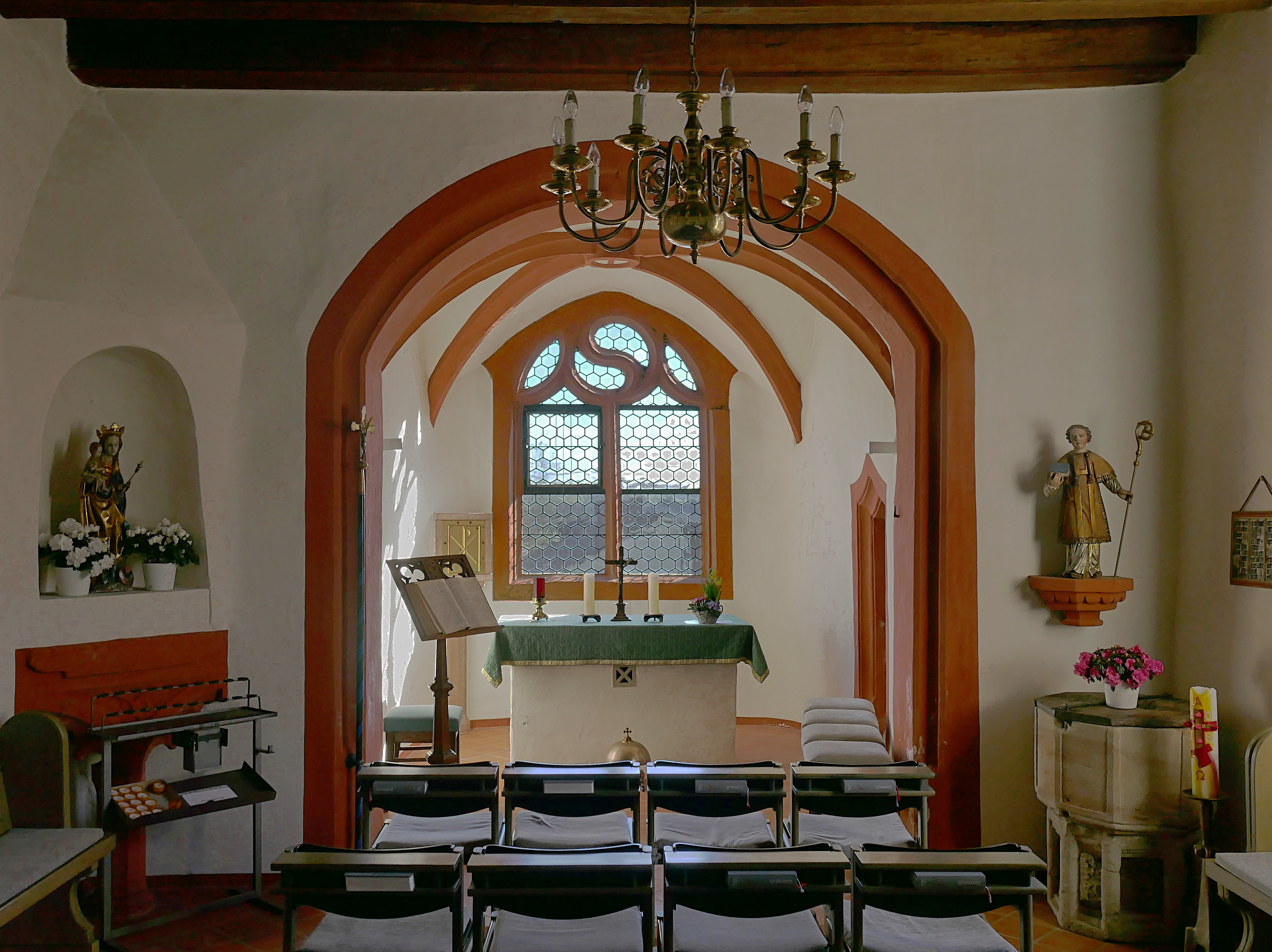
Kirche St. Abrunculus in Beßlich

Begraben wurde er wahrscheinlich in einem Oratorium an der Stelle von St. Symphorian in Trier. Bereits seit dem Ende des 6. Jahrhunderts wurde er als Heiliger verehrt. Er ist im Martyrologium Hieronymianum verzeichnet. Auch Gregor von Tours nennt ihn. In Trier gibt es seit dem 10. Jahrhundert Berichte über seine Verehrung. Auch in Auxerre, Autun oder in Gellone im Languedoc wurde er verehrt. Ein Bildnis von ihm findet sich im Egbert-Psalter. Einige Teile der Reliquien nahm Abt Thietmar neben den Gebeinen des heiligen Modoald mit ins sächsische Kloster Helmarshausen. Um 1047 wurden seine Gebeine nach St. Paulin überführt. Dort befand sich sein Grab in einer kleinen Gruft unter dem Clemensaltar vor dem Chor. Von dort kamen sie 1136 in das Kloster Springiersbach. Teile der Gebeine kamen zu dieser Zeit möglicherweise in die Abrunkuluskapelle in unmittelbarer Nähe des Doms zu Trier. Die Reste der Gebeine in St. Paulin wurden 1674 vor der Zerstörung des Stifts in die Stadt gebracht. Dabei wurde auch eine Bleitafel mit einer Inschrift aus dem Sarg entnommen und später mit in ein Reliquiar gelegt. Im Raum Trier ist Abrunkulus Patron der Filialkirche in Beßlich und von Itzig.
Sein Gedenktag ist der 21. oder 22. April.